# モントゴメリー腺

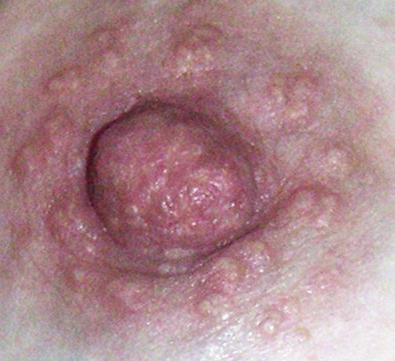
モントゴメリー腺

モントゴメリー腺（モントゴメリーせん、英：Glands of Montgomery）は乳輪に存在する皮脂腺である。乳首と乳輪を保護するための皮脂を分泌する。モンゴメリー腺、乳輪腺とも称される。
乳首の刺激によって隆起・突出する。
名前はアイルランドの産科医ウィリアム・フェザーストーン・モントゴメリーにちなむ。